# McLaren 720S

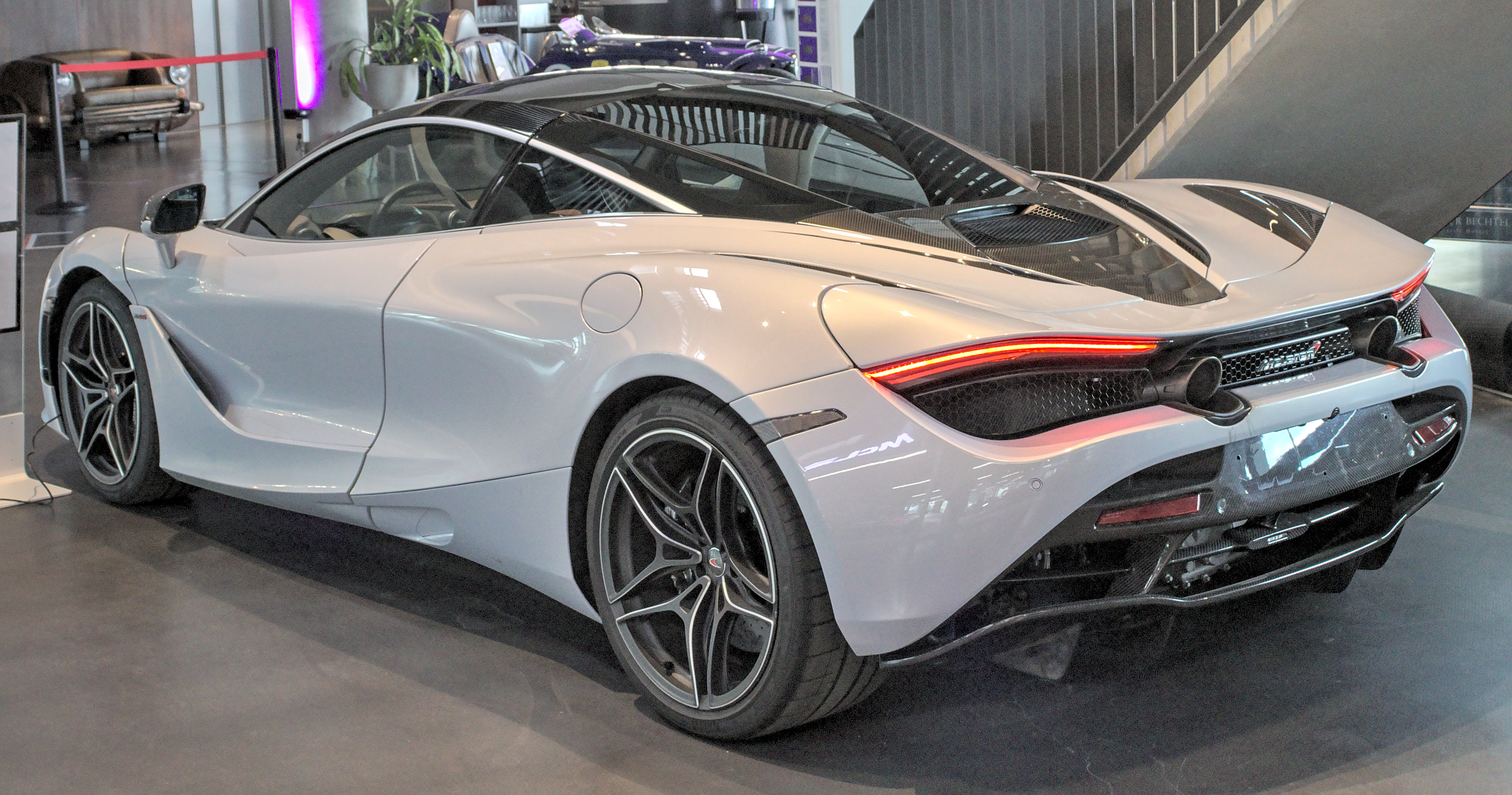
720S Coupé (Heckansicht)

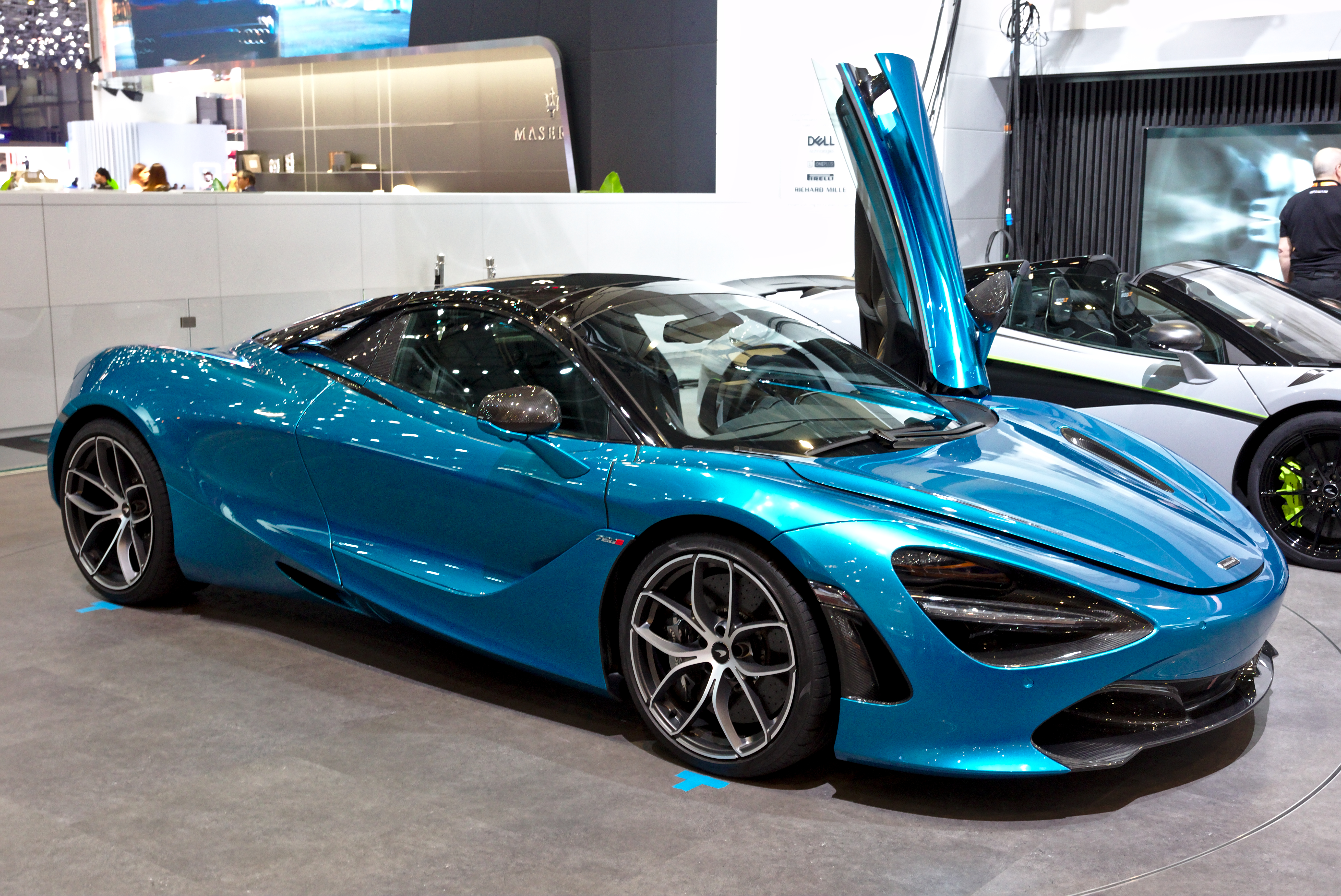
720S Spider (Frontansicht)

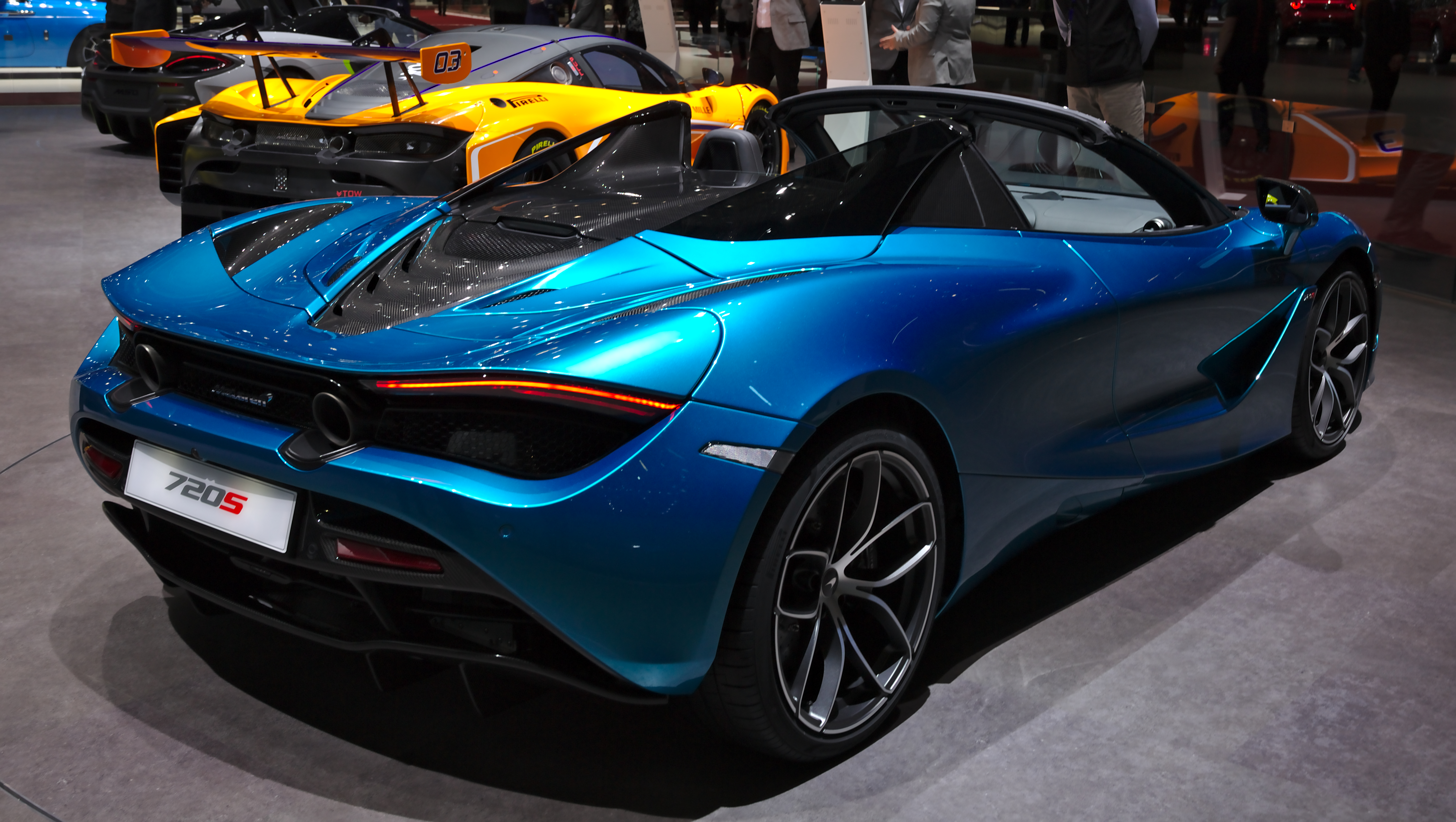
720S Spider (Heckansicht)

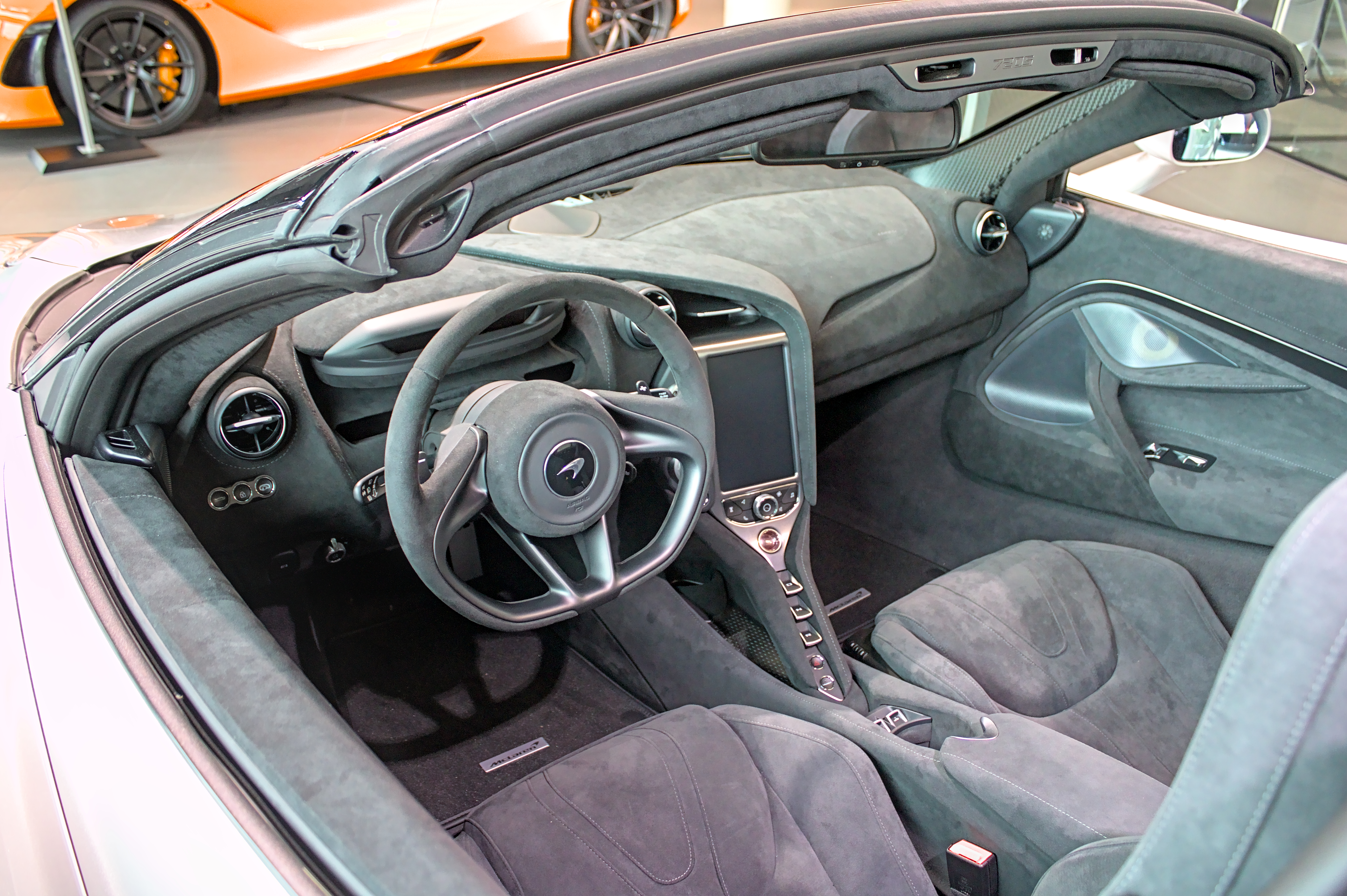
720S Spider (Innenraum)

Der McLaren 720S ist ein Sportwagen von McLaren mit einem Vierliter-V8-Mittelmotor.

## Geschichte
Das Fahrzeug wurde im März 2017 als Nachfolger des McLaren 650S auf dem 87. Genfer Auto-Salon zum ersten Mal der Öffentlichkeit gezeigt. Im Mai 2017 kam der Supersportwagen zu Preisen ab 247.350 Euro zu den Händlern. Anfang Dezember 2018 präsentierte McLaren den 720S als Spider. Er kam im März 2019 zu Preisen ab 273.000 Euro zu den Händlern. Anfang März 2020 präsentierte McLaren den stärkeren, auf dem 720S basierenden McLaren 765LT.
Im Mai 2021 präsentierte McLaren Special Operations (MSO) im Rahmen des Großen Preises von Monaco den 720S mit einer von Hand aufgebrachten Gulf-Oil-Lackierung. In einer limitierten Anzahl soll diese Version verkauft werden. Auch der Formel-1-Rennwagen McLaren MCL35M ging an dem Rennwochenende mit einer Gulf-Oil-Lackierung an den Start.
Benannt nach dem Formel-1-Rennfahrer Daniel Ricciardo ist das auf drei Exemplare limitierte Sondermodell Daniel Ricciardo Edition von McLaren Special Operations (MSO), das im September 2021 vorgestellt wurde. Es ist in Anlehnung an den Rennwagen McLaren MCL35M der Formel-1-Weltmeisterschaft 2021 gestaltet und nur in Australien erhältlich.
Im März 2022, zehn Jahre nach dem Verkaufsstart von McLaren in Kanada, wurde das Sondermodell Canada 10th Anniversary MSO 1/10-Edition vorgestellt. Optisch sind die zehn Fahrzeuge an den ersten nach Kanada importierten McLaren (12C) angelehnt.
Die Produktion endete im Dezember 2022. Das Nachfolgemodell 750S wurde im April 2023 vorgestellt.

## Technik
Die Karosserie hat Scherentüren. Im Vergleich zum Vorgängermodell baut der 720S auf einem modifizierten CFK-Chassis auf, das leichter und verwindungssteifer ist.
Bei einem Gewicht von 1283 kg beschleunigt der 530 kW (720 PS) starke Sportwagen in 2,9 s auf 100 km/h und erreicht eine Höchstgeschwindigkeit von 341 km/h. Der V8-Motor vom Typ M840T mit einem Zylinderbankwinkel von 90 Grad geht auf eine Entwicklung von Nissans Rennabteilung zurück, die ihn unter anderem 1997 und 1999 in Le-Mans-Rennen einsetzte.

### Technische Daten
|                                             | 720S                           | 720S Spider                    |
| Bauzeitraum                                 | 05/2017–12/2022                | 03/2019–12/2022                |
| Motorkenndaten                              |                                |                                |
| Motortyp                                    | V8-Ottomotor (Typ M840T)       | V8-Ottomotor (Typ M840T)       |
| Motoraufladung                              | Biturbo                        | Biturbo                        |
| Ventile/Nockenwellen                        | 4 pro Zylinder/4               | 4 pro Zylinder/4               |
| Hubraum                                     | 3994 cm³                       | 3994 cm³                       |
| Bohrung × Hub                               | 93,0 × 73,5 mm                 | 93,0 × 73,5 mm                 |
| max. Leistung bei min−1                     | 530 kW (720 PS) / 7250         | 530 kW (720 PS) / 7250         |
| max. Drehmoment bei min−1                   | 770 Nm / 5500                  | 770 Nm / 5500                  |
| Kraftübertragung                            |                                |                                |
| Antrieb                                     | Hinterradantrieb               | Hinterradantrieb               |
| Getriebe, serienmäßig                       | 7-Gang-Doppelkupplungsgetriebe | 7-Gang-Doppelkupplungsgetriebe |
| Messwerte                                   |                                |                                |
| Höchstgeschwindigkeit                       | 341 km/h                       | 341 km/h                       |
| Beschleunigung, 0–100 km/h                  | 2,9 s                          | 2,9 s                          |
| Beschleunigung, 0–200 km/h                  | 7,8 s                          | 7,9 s                          |
| Beschleunigung, 0–300 km/h                  | 21,4 s                         |                                |
| Leergewicht                                 | 1283 kg                        | 1332 kg                        |
| Kraftstoffverbrauch auf 100 km (kombiniert) | 10,7 l Super Plus              | 10,7 l Super Plus              |
| CO2-Emissionen (kombiniert)                 | 249 g/km                       | 249 g/km                       |
| Abgasnorm                                   | Euro 6                         | Euro 6                         |
| Basispreis                                  | 247.350 €                      | 273.000 €                      |

## Zulassungszahlen
In der Schweiz und Liechtenstein wurden insgesamt 111 McLaren 720S Coupé neu zugelassen, zudem 41 McLaren 720S Spider.

## Ableger des 720S

### McLaren 720S GT3
Auf Basis des 720S entwickelte McLaren den 720S GT3, der ausschließlich für die Rennstrecke konstruiert und für die GT3-Rennklasse homologiert wurde.

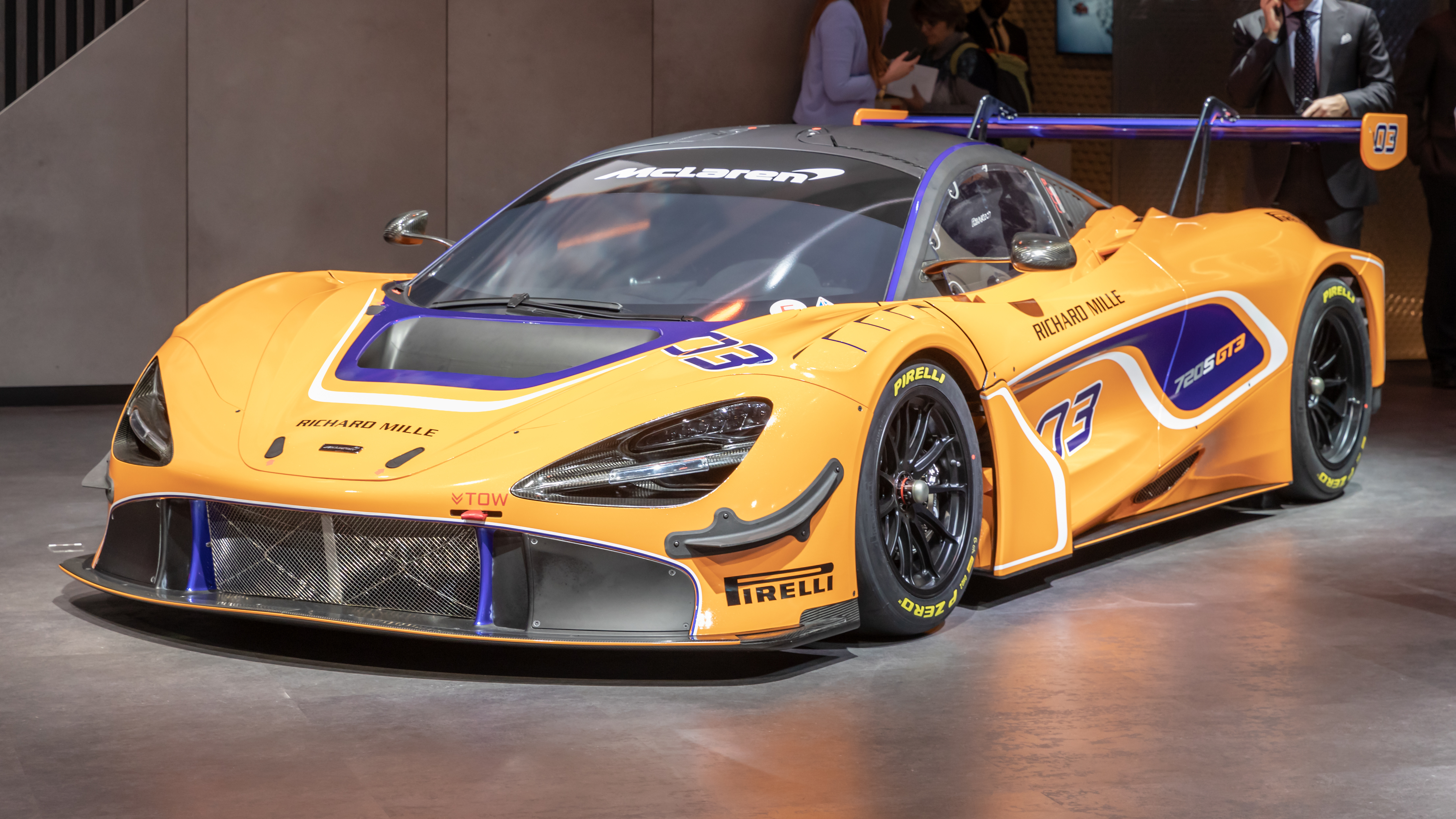
720S GT3 (Frontansicht)
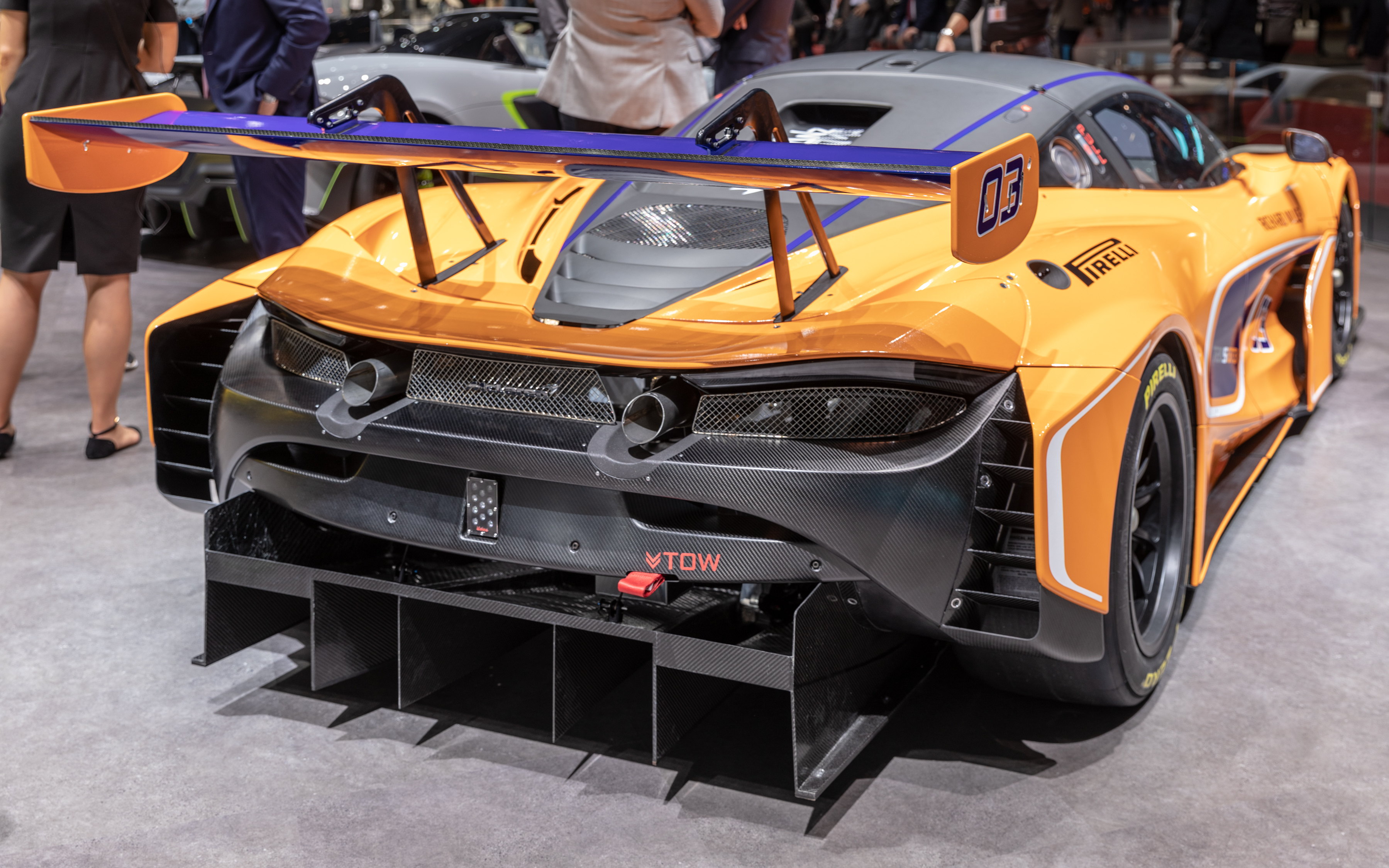
720S GT3 (Heckansicht)

## Trivia
Auf dem Goodwood Festival of Speed im Juni 2017 präsentierte Lego einen Nachbau des 720S in Originalgröße. Die rund 280.000 Klemmbausteine montierten sechs Mitarbeiter von McLaren und Lego in rund 2000 Stunden zusammen. Mit einem Gewicht von 1,6 Tonnen wiegt das Lego-Modell rund 300 Kilogramm mehr als das Serienfahrzeug.
Der Fußballspieler Kingsley Coman des FC Bayern München verursachte an seinem McLaren 720S Coupé bei einem Verkehrsunfall am 23. Dezember 2018 in der Nähe von München einen Totalschaden.